# Teva I Uta
Teva I Uta est une commune de la Polynésie française dans l'île de Tahiti. Elle est située sur le littoral sud de Tahiti Nui. Les communes associées sont Mataiea (5 214 hab.) et Papeari (5 040 hab.).

## Géographie

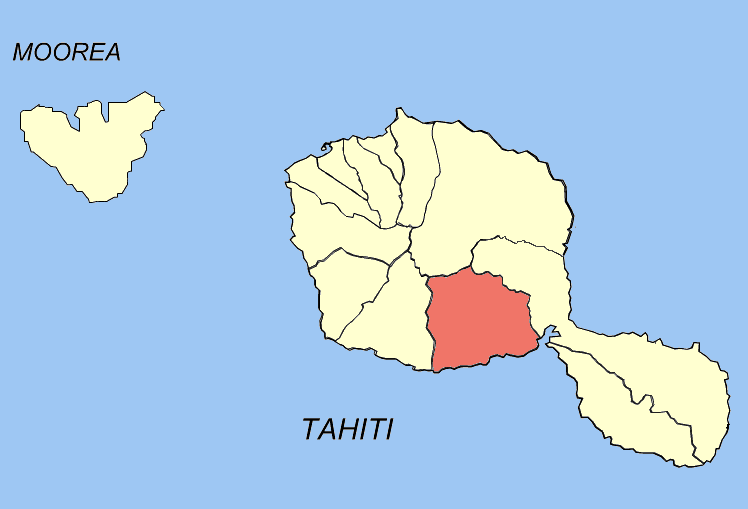
En rouge le territoire de Teva I Uta

## Démographie
L'évolution du nombre d'habitants est connue à travers les recensements de la population effectués dans la commune depuis 1971. À partir de 2006, les populations légales des communes sont publiées annuellement par l'Insee, mais la loi relative à la démocratie de proximité du 27 février 2002 a, dans ses articles consacrés au recensement de la population, instauré des recensements de la population tous les cinq ans en Nouvelle-Calédonie, en Polynésie française, à Mayotte et dans les îles Wallis-et-Futuna, ce qui n’était pas le cas auparavant. Pour la commune, le premier recensement exhaustif entrant dans le cadre du nouveau dispositif a été réalisé en 2002, les précédents recensements ont eu lieu en 1996, 1988, 1983, 1977 et 1971.
En 2017, la commune comptait 10 254 habitants, en augmentation de 9,11 % par rapport à 2012
| 1971  | 1977  | 1983  | 1988  | 1996  | 2002  | 2007  | 2012  | 2017   |
| ----- | ----- | ----- | ----- | ----- | ----- | ----- | ----- | ------ |
| 2 563 | 3 231 | 4 090 | 4 854 | 6 252 | 7 858 | 8 589 | 9 398 | 10 254 |

| 2022   | - | - | - | - | - | - | - | - |
| ------ | - | - | - | - | - | - | - | - |
| 10 837 | - | - | - | - | - | - | - | - |

## Politique et administration

### Liste des maires
| Période                                  | Période                         | Identité              | Étiquette                                  | Qualité |
| ---------------------------------------- | ------------------------------- | --------------------- | ------------------------------------------ | --- |
| 1977                                     | 2001                            | Tinomana Ebb          |                                            | |
| 2001                                     | 2008                            | Victor Doom           | Tahoeraa huiraatira                        | |
| 2008                                     | 2014                            | Valentina Cross       | UPLD                                       | Membre de l'Assemblée de la Polynésie française (2008 → ) |
| 2014                                     | En cours (au 19 septembre 2020) | Tearii Te Moana Alpha | Tahoeraa huiraatira puis Tapura huiraatira | Ministre de l'Économie verte (2018 → 2020) Ministre de l'Agriculture, de l’Économie bleue et du Domaine, chargé de la Recherche (2020 → ) Vice-président de la Polynésie française (2020 → 2021) Membre de l'Assemblée de la Polynésie française (2008 → 2013, 2014 et 2018) |
| Les données manquantes sont à compléter. |                                 |                       |                                            | |

## Culture et patrimoine

### Lieux et monuments
- Église Sainte-Élisabeth de Papeari.
- Église Saint-Jean-Baptiste de Mataiea. La construction de l'église débute en 1857. Elle est inaugurée le 10 novembre 1858. En 1979, le père François Ehl entreprend des travaux de rénovations à l'exception des poutres traversières.Ces dernières trop abîmées seront rénovées ainsi que la toiture en 1999.

|  |  |  |  |

### Les jardins de Vaipahi
Situé à Mataiea, il s'agit d'un espace de plus d'un hectare aménagé pour la promenade. Prévu pour être une nouvelle étape dans les circuits touristiques des tours de l'île de Tahiti, ce jardin public a été inauguré en août 2007. Les sentiers entre bassins et chutes d'eau permettent au visiteurs de découvrir 75 espèces végétales différentes. La signalisation apposée permettra de mieux connaître l'histoire de Vaipahi et de sa cascade. Les travaux d'aménagement du site ont révélé un ahu, une plate-forme de marae enfouie sous la terre côté pente à l'emplacement du marae présumé.

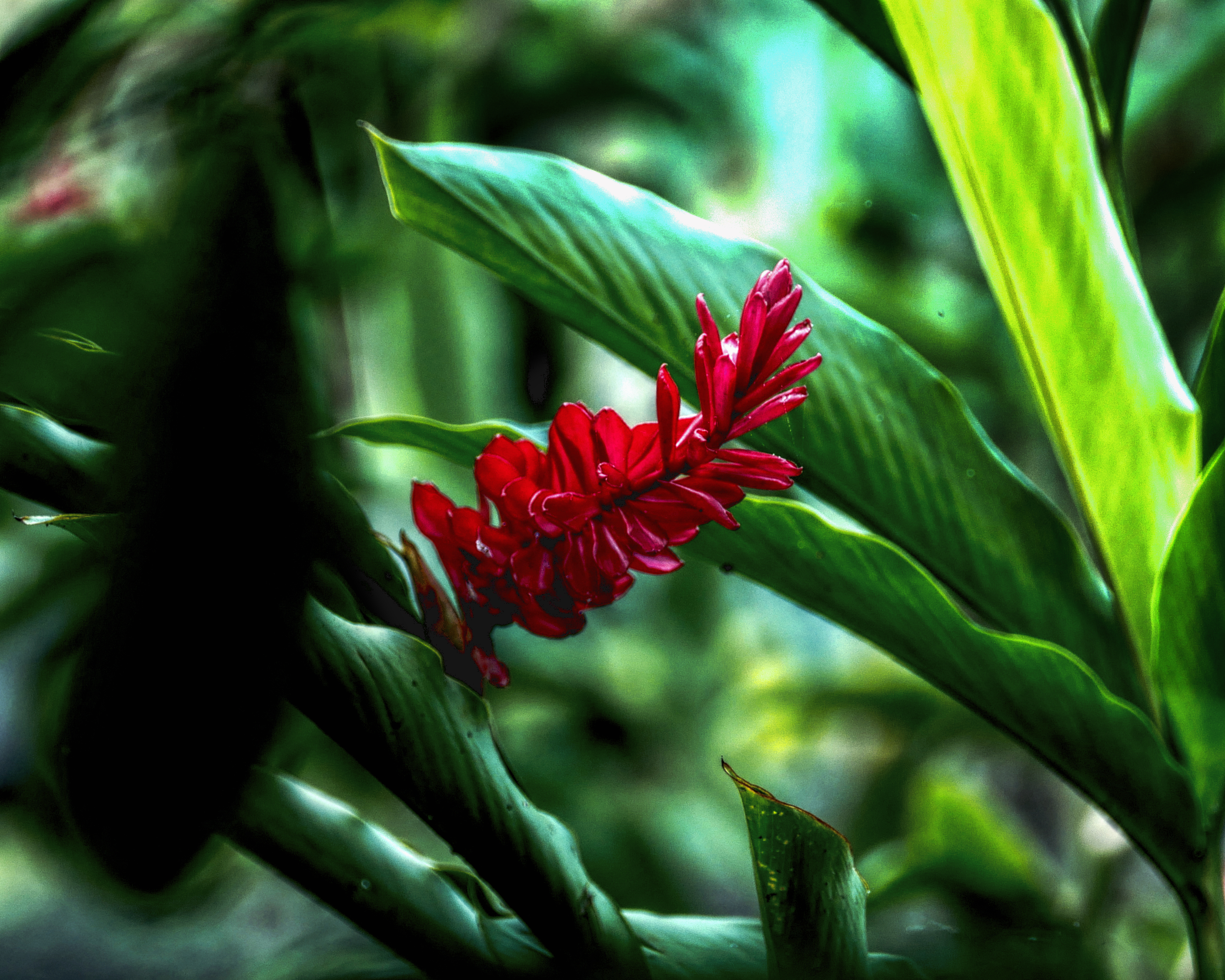
Opuhi (Alpinia purpurata)
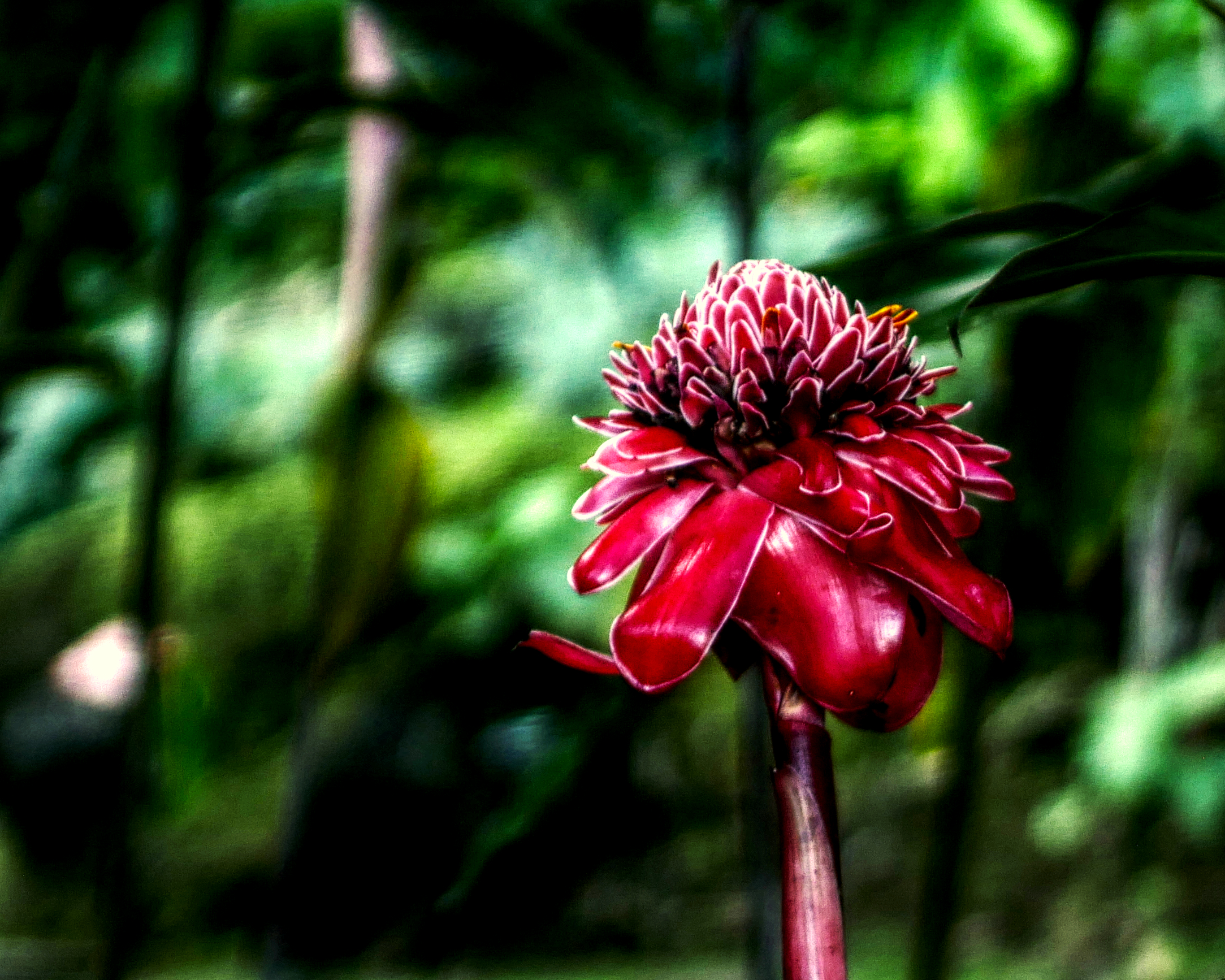
Rose de porcelaine (Etlingera elatior)
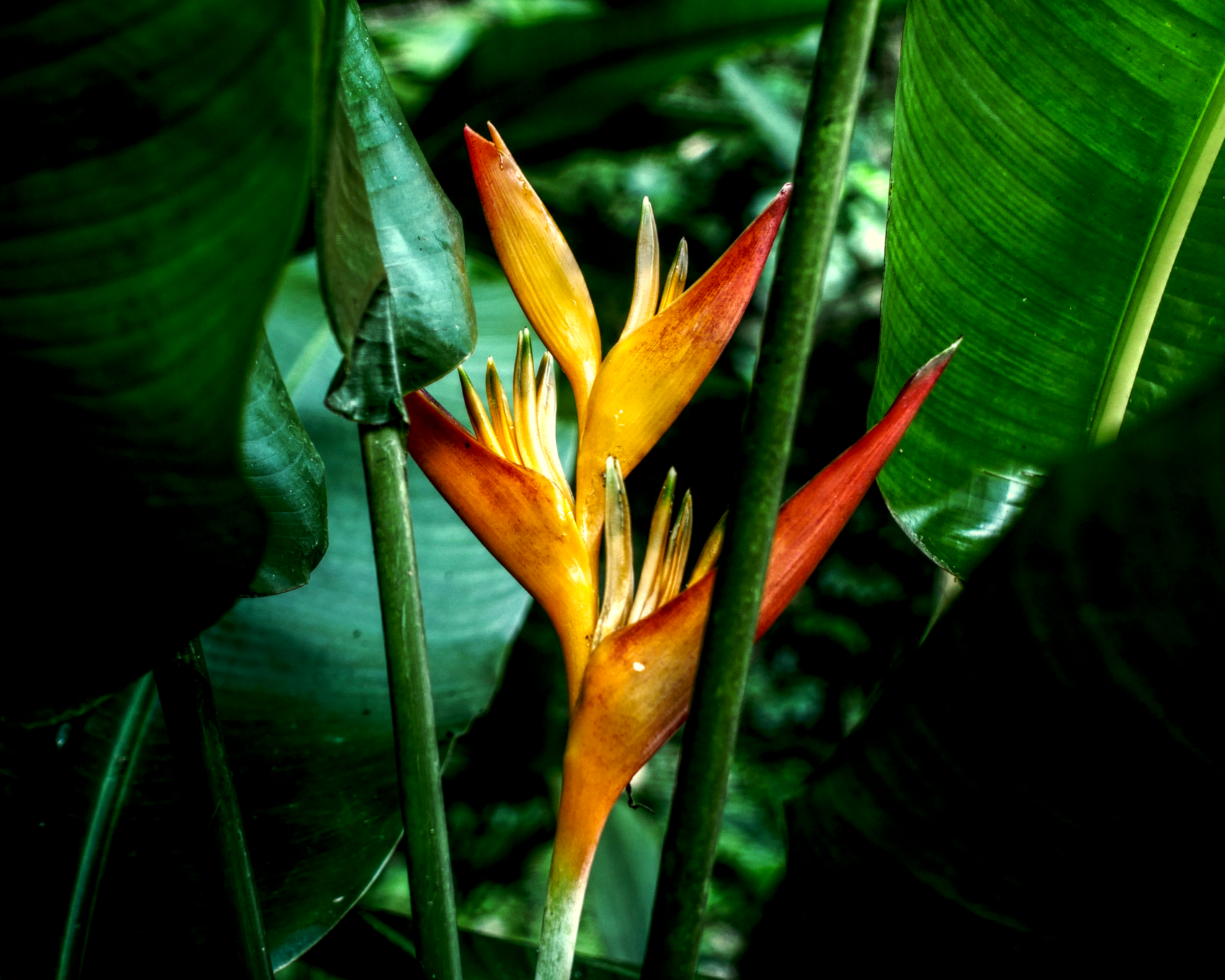
Balisier bec de perroquet (Heliconia psittacorum)

|  |  |  |  |  |

## Jumelage
- Kronstadt (Russie) depuis le 24 juin 2015